# Парламентские выборы в Бельгии (1950)
Парламентские выборы в Бельгии (1950) прошли 4 июня. Это были внеочередные выборы в Палату представителей и Сенат. Их проведение было связано с непреодолимыми расхождениями партнеров по правящей коалиции (социал-христиане и либералы) по вопросу о возвращении в страну короля Леопольда III.
По пропорциональной избирательной системе было избрано 212 депутатов Палаты представителей и 106 сенаторов.

## Результаты выборов
| Палата представителей | Палата представителей               | Палата представителей | Палата представителей | Палата представителей | Сенат              | Сенат          | Сенат          |
| Партия                | Партия                              | Голосов               | Мест                  | Δ                     | Голосов            | Мест           | Δ              |
| --------------------- | ----------------------------------- | --------------------- | --------------------- | --------------------- | ------------------ | -------------- | -------------- |
|                       | Социально-христианская партия       | 2 356 608 (47,68%)    | 108                   | ▲ 3                   | 2 347 242 (47,79%) | 54             | -              |
|                       | Либеральная партия                  | 556 102 (11,25%)      | 20                    | ▼ 9                   | 549 344 (11,18%)   | 10             | ▼ 4            |
|                       | Либерально-социалистический картель | 87 252 (1,77%)        | 0                     | -                     | 86 801 (1,77%)     | 2              | ▲ 2            |
|                       | Бельгийская социалистическая партия | 1 705 781 (34,51%)    | 77                    | ▲ 11                  | 1 691 797 (34,44%) | 37             | ▲ 4            |
|                       | Коммунистическая партия Бельгии     | 234 541 (4,75%)       | 5                     | ▼ 5                   | 236 492 (4,81%)    | 3              | ▼ 2            |
|                       | Католические диссиденты             | 332 (0,007%)          | 0                     | -                     | Не участвовали     | Не участвовали | Не участвовали |
|                       | Другие                              | 2 191 (0,04%)         | 0                     | -                     | 262 (0,001%)       | 0              | -              |
|                       | Всего                               | 4 942 807 (87,71%)    | 212                   | -                     | 4 911 938 (87,16%) | 106            | -              |

На выборах победила Христианско-социальная партия, сумевшая получить абсолютное большинство мандатов в обеих палатах. По итогам выборов 8 июня 1950 года было сформировано однопартийное правительство под руководством Жана Дювьёсара. Ему удалось провести через парламент решение о возвращении Леопольда III в Бельгию. Но приезд короля вызвал серьёзные беспорядки в стране и правительство вынуждено было уйти в отставку 16 августа 1950 года.
Следующие парламентские выборы прошли в Бельгии в 1954 году.